# Amphigonalia bispinosa
Amphigonalia bispinosa är en insektsart som beskrevs av Nielson et Gill 1984. Amphigonalia bispinosa ingår i släktet Amphigonalia och familjen dvärgstritar. Inga underarter finns listade i Catalogue of Life.